# Myroslav Popovyč
Myroslav Volodymyrovyč Popovyč (ukrajinsky Мирослав Володимирович Попович, rusky Мирослав Владимирович Попович; 12. dubna 1930, Žytomyr, Ukrajina – 10. února 2018) byl ukrajinský filosof, historik, člen Národní akademie věd Ukrajiny.
V roce 1956 absolvoval Filosofickou fakultu Kyjevské státní univerzity Tarase Ševčenka, v níž obhájil roku 1960 doktorskou práci na téma „Iracionalismus v současné francouzské filosofii“. V roce 1969 se stal vedoucím ústavu logiky a metodologie vědy tehdejší Akademie věd Ukrajinské SSR, v roce 2001 ředitelem Institutu filosofie H. Skovorody Národní akademie věd Ukrajiny a v roce 2003 akademikem Národní akademie věd Ukrajiny.

## Dílo
Byl autorem více než sta vědeckých prací, zaměřených na problematiku logiky, metodologie, filosofii vědy, filosofii a historii kultury. Zcela zásadní význam má Popovyčovo dílo „Úvod do dějin ukrajinské kultury“ („Нариси історії української культури“, 1999), která se na Ukrajině dočkala dvou vydání. V 2001 roce byl za ni Popovyč vyznamenán Státní cenou Tarase Ševčenka. Autor zde načrtává proces vývoje ukrajinské kultury od nejstarších časů až po současnost na pozadí indoevropské a slovanské mytologie.

## Vyznamenání a ocenění
- Řád za zásluhy III. třídy – Ukrajina, 19. listopadu 1996 – udělil prezident Leonid Kučma za zásluhy o rozvoj filozofických věd a mnoho let plodné vědecké práce[1]
- Zasloužilý vědecký a technický pracovník Ukrajiny – Ukrajina, 16. května 2000 – udělil prezident Leonid Kučma za obětavou práci a za významné úspěchy v profesionální činnosti[2]
- Státní cena Tarase Ševčenka – Ukrajina, 5. března 2001 – udělil prezident Leonid Kučma
- rytíř Řádu čestné legie – Francie, 2005
- Řád knížete Jaroslava Moudrého V. třídy – Ukrajina, 12. dubna 2005 – udělil prezident Viktor Juščenko za vynikající osobní zásluhy o rozvoj filozofických věd, mnohostrannou výzkumnou činnost v oblasti národní duchovní a politické kultury[3]
- Jubilejní medaile k 25. výročí nezávislosti Ukrajiny – Ukrajina, 19. srpna 2016 – udělil prezident Petro Porošenko za významné osobní zásluhy o vytvoření nezávislé Ukrajiny a prosazování její suverenity a posílení mezinárodní prestiže, za významný přínos k budování státu, za socioekonomický, kulturní a vzdělávací rozvoj, za aktivní společensko-politickou činnost aza poctivou a bezvadnou službu ukrajinskému národu[4]
- Řád svobody in memoriam – Ukrajina, 14. února 2018 – udělil prezident Petro Porošenko za vynikající osobní zásluhy při prosazování svrchovanosti a nezávislosti Ukrajiny, za upevnění ukrajinské společnosti a za rozvoj demokracie, za dlouholetou plodnou vědeckou a veřejnou činnost[5]